# اقتصاد اسلامی
اقتصاد اسلامی، اصطلاحی مورد مناقشه است و اسلامگرایان مدعی هستند که این واژه به معنای دانش اقتصاد یا فعالیت‌ها و فرایندهای اقتصادی، بر اساس اصول و آموزه‌های اسلامی تدوین گشته است. بعضی به علم اقتصاد با لحاظ روش‌ها و مبانی مختلف امّا با توجه به ارزش‌های مادّی و معنوی در سطح فردی و اجتماعی که در اسلام ذکر شده نیز اقتصاد اسلامی می‌گویند. با این حال، مخالفان درستی این واژه معتقدند که اقتصاد مانند همهٔ شاخه‌های دانش، یک دانش تجربی است و نمی‌تواند بر اساس باورهای فردی و غیرقابل اثبات بنا شود و به‌کارگیری این واژه، کوششی برای انطباق دو چیز ناهمگون و از ریشهٔ متفاوت است، یعنی علم و دین.
مدعیان اقتصاد اسلامی معتقدند که اسلام دربارهٔ رفتار اقتصادی فردی و اجتماعی انسان، مجموعه‌ای از هنجارها و ارزش‌های ویژه دارد. از این رو دارای نظام اقتصادی خاص خود است که بر اساس دیدگاه‌های فلسفی آن بنا شده و با سازمان‌دهی اسلامی، دیگر جنبه‌های رفتارهای بشری، یعنی نظام‌های اجتماعی و سیاسی سازگار است. اغلب مدعیان اقتصاد اسلامی همچون محمدباقر صدر معتقدند که اقتصاد اسلامی را می‌توان به صورت قسمتی از علم اقتصاد دانست. در این صورت، اقتصاد اسلامی نه علمی مستقل قلمداد می‌شود و نه ماهیت علمی علم اقتصاد را نفی می‌کند. بلکه اقتصاد اسلامی، یک مکتب اقتصادی در کنار سایر مکاتب اقتصادی است.
با این حال، منتقدین اقتصاد اسلامی اساساً امکان تحقق چنین مقوله‌ای را رد می‌کنند و اعتقاد دارند که در علوم اصل بر شک است ولی در ادیان اصل بر باور است. در علوم شیوهٔ اصلی کار علمی مبتنی بر رد است و ابطال. در علوم از طریق نقد و پژوهش تلاش دائمی برای رد کردن و ابطال کردن در جریان است؛ امّا در ادیان اصل بر اعتقاد است. علوم همواره در حال تحول هستند و رو به تکامل و پیشرفت می‌روند ولی ادیان حالتی ایستا و راکد دارند، یعنی شیوهٔ کار و متد این دو حیطه (علم و دین) کاملاً با یکدیگر متضاد است. پس در نتیجه، علمی با نام «اقتصاد اسلامی» اساساً امکان تحقق ندارد. منتقدین اقتصاد اسلامی می‌گویند که مواردی همچون تأکید بر تفاوت نظام اقتصادی اسلام با نظام‌های اقتصادی سرمایه‌داری و کمونیستی، تأکید بر عدالت اجتماعی، رفع فقر و تبعیض، حمایت از مستضعفین، پرهیز از تسلط بیگانه و وابستگی اقتصادی و حرمت ربا و توضیحاتی دربارهٔ مالکیت، مجموعهٔ آن چیزهایی هستند که تحت عنوان اقتصاد اسلامی مطرح می‌شوند؛ امّا این‌گونه موارد دارای جامعیت به عنوان یک منظومهٔ فکری نیستند. آنان اعتقاد دارند که با مجموعه‌ای از احکام فقهی یا معرفی قراردادهای همکاری اقتصادی همچون حرمت ربا، احترام به مالکیت، احکام در باب خیارات و غش در معامله یا تبیین قراردادهای مضاربه، مساقات و… نمی‌توان مسائل پیچیدهٔ اقتصادی را حل و فصل کرد؛ علاوه‌بر اینکه مکتب فکری یا نظام فلسفی مدون و منسجم نیازمند مجموعه‌ای بیش از این‌گونه موارد است.

## نگاه اسلام به اقتصاد
اقتصاد اسلامی بر قناعت و اعتدال در مصرف‌گرایی تأکید دارد. اقتصاد در اندیشهٔ غرب نیازهای انسان را نامحدود و منابع و امکانات جهان را محدود می‌داند؛ ولی در اسلام منابع و امکانات، نامحدود معرفی شده‌اند.
(به عربی: وَإِن تَعُدُّواْ نِعْمَتَ اللّهِ لاَ تُحْصُوهَا) قرآن، سوره ابراهیم، آیهٔ ۳۴

«و اگر بخواهید نعمت‌های خداوند را در شمار بیاورید، نمی‌توانید نعمت‌های خداوند را به حد و حصری محدود کنید.»

اسلام، مسئلهٔ اقتصاد را (بر اساس اصالت انسان) به عنوان جزئی از مجموعه قوانین خود که تنها می‌تواند قسمتی از نواحی حیات انسانی را تنظیم کند، مورد توجه قرار داده و حل مشکلات اقتصادی را در اصلاح مبانی عقیدتی و اخلاقی مردم می‌داند.
(به عربی: وَ لَوْ أَنَّ أَهْلَ الْقُری آمَنُوا وَ اتَّقَوْا لَفَتَحْنا عَلَیْهِمْ بَرَکاتٍ مِنَ السَّماءِ وَ الأْرْضِ) قرآن، سوره اعراف، آیهٔ ۹۶

«و اگر مردم ایمان آورده و پرهیزگار بودند، ما درهای برکات زمین و آسمان را بر آن‌ها گشوده بودیم.»

برخی معتقدند که اقتصاد اسلامی ترکیب دو نگرش سوسیالیستی و سرمایه‌داری است. برخی هم مانند علی شریعتی معتقدند که نظام اقتصادی اسلام، یک اقتصاد سوسیالیستی است.

## اهداف اقتصاد اسلامی

### عدالت اقتصادی
بر اساس نظر سید محمد باقر صدر عدالت اقتصادی، مهم‌ترین هدف اقتصاد اسلامی دانسته شده است. عدالت اجتماعی در تمامی زمینه‌ها، از جمله اقتصاد در رأس برنامه‌های پیامبران الهی معرفی شده است.

### استقلال
یکی دیگر از اهداف مهم اقتصاد اسلامی، استقلال است که در پی آن، جامعه بتواند نیازمندی‌های خود را در حد قابل قبولی از رفاه، تولید کند و در اداره امور اقتصادی نیازمند و متکی به دیگران نباشد.

### رفاه عمومی
یکی از مهم‌ترین اهداف نظام اقتصادی اسلام، ریشه‌کن کردن فقر و ایجاد رفاه عمومی در جامعه دانسته شده است.
در آیهٔ ۳۲ اعراف نیز بهره‌مندی از زینت‌های خدا و روزی‌های پاکیزهٔ او مجاز دانسته و بیان می‌شود: «قُل مَن حَرَّمَ زینَةَ اللّهِ الَّتی اَخرَجَ لِعِبادِهِ و الطَّیِّبتِ مِنَ الرِّزقِ قُل هِیَ لِلَّذینَ ءامَنوا فِی الحَیوةِ الدُّنیا خالِصَةً یَومَ القِیمَةِ». «زینت» را به لباس‌های آراسته و «طیبات من الرزق» را به روزی‌های لذت‌بخش و مورد علاقه تفسیر کرده‌اند.

### آموزش و ترویج عمومی
آموزش و پیاده‌سازی اصول و تعالیم دینی اسلام در زمینهٔ تنظیم روابط و رویه‌های اجرایی به مردم، سازمان‌ها، نهادهای دولتی و خصوصی از جمله بانک‌ها و مؤسسات اقتصادی، یکی دیگر از اهداف اقتصاد اسلامی است. به عنوان مثال، موضوع نرخ بهره و نرخ سود سپرده بانکی در ایران و میزان تناسب آن با اصول ربا در شرع و فقه یکی از موضوعات اصلی اقتصاد اسلامی است.

## اصول روش اسلام در توزیع ثروت
همان‌گونه که اشاره شد اصول روش اسلام در توزیع ثروت، در درجهٔ اوّل، صیانت از عدالت اجتماعی، حفظ حقوق مردم، تقسیم مالکیت به سه بخش (ملّی، خصوصی و دولتی) است. در این راستا، به تحریم راه‌های نامشروع مانند ربا می‌پردازد و حل مشکلات اقتصادی را در چهارچوب قوانینی مانند استفاده از عقود اسلامی می‌داند. برخی از این قوانین در ابواب مضاربه، مزارعه، مساقات، بیع، اجاره، جعاله، زکات، خمس و امثال آن بیان شده است.

## اقتصاد اسلامی در ایران
در سال ۱۳۵۷، سید روح‌الله خمینی مدعی شد که شرکت‌های چند ملّیتی اقتصاد ایران را در دست گرفته‌اند و سیاست‌های محمدرضاشاه در حال به نابودی کشاندن کشاورزی است تا به خارجیان فعال در حوزهٔ کشاورزی و تجاری کمک کند. وی اعلام کرد که هدف اصلی‌اش را در اقتصاد، کم شدن وابستگی ایران به غرب و استقلال اقتصادی قرار خواهد داد و اینکه اقتصاد بر اساس تعالیم اسلام پایه‌ریزی خواهد شد. با این حال، جست‌وجو در سخنان و نوشته‌های خمینی کمک چندانی برای فهم اقتصاد اسلامی نمی‌کند، جز شماری توصیه‌های اخلاقی و احکام فقهی که از مجموعهٔ آن‌ها نظام اقتصادی مدون و منسجمی نمی‌توان استخراج کرد. بخش عمده‌ای از اظهارنظرهای اقتصادی وی بر موضوع مستقل بودن و عدم وابستگی تأکید دارند؛ مفهومی که از آن با نام «خودکفایی» یاد می‌شود. همچنین خمینی بارها بر اینکه اقتصاد باید «صحیح» و «سالم» باشد، اشاراتی داشت، امّا در این باید و نبایدها و اینکه این صحت و سلامت نظام اقتصادی به‌طور دقیق چه ویژگی‌هایی دارند، اثر چندانی نیست.
پس از انقلاب ۵۷، بانکداری یکی از عرصه‌هایی بود که برای تطبیق آن با قوانین اسلامی، محل ورود اقتصاد اسلامی بود؛ در همین راستا قانون بانکداری بدون ربا تصویب و اجرا شد.
در سال ۱۳۸۶ کمیته فقهی سازمان بورس و اوراق بهادار ایران توسط غلامرضا مصباحی مقدم و علی صالح آبادی رئیس وقت سازمان بورس جهت کنترل و نظارت بر اجرای قواعد اقتصاد اسلامی در معاملات و فرایندهای سازمان بورس تأسیس شد.
عرصهٔ مهم دیگر اقتصاد اسلامی، موضوع انفال و مالکیت منابع طبیعی بود که در قانون اساسی جمهوری اسلامی ایران، محل تأکید قرار گرفت. بحث استقلال و خودکفایی به معنای نفی وابستگی از مفاهیم مهم دیگر در اقتصاد اسلامی بود که با انقلاب ۵۷، پررنگ‌تر شد.

## نقد و مناقشه
هر چند می‌توان به عنوان بخشی از حوزه اقتصاد دستوری بر روی اقتصاد اسلامی تمرکز کرد، امّا تلاش‌هایی که تاکنون در این زمینه انجام شده، به علّت روش‌شناسی نادرست، عدم دقت در تعاریف اوّلیه و پیش‌فرض‌ها، عدم مشاهدهٔ صحیح پدیده‌ها، عدم تمایز بین تغییرات مقتضی زمان و مکان در جوامع بشری و همچنین، عدم درک صحیح علم و روش علمی در کلّیت خود و حوزه توصیفی علم اقتصاد به‌طور اخص با ایرادات فراوانی همراه است.
اقتصاد اسلامی به این دلایل بی‌اعتبار و دون، شناخته شده است:
- متهم به «عدم انسجام، ناقص بودن، غیرعملی بودن و نامناسب بودن»[یادداشت ۱] و اینکه به جای حل مسئله، توسط «هویت فرهنگی» به کار انگیخته شده است. (تیمور کوران، جان فاستر)[۱۳][۱۴][۱۵][۱۶]
- به‌طور تئوریک «شلم‌شوربایی از تفکرات پوپولیستی و سوسیالیستی»[یادداشت ۲] بودن آن و اینکه در عمل، «چیزی بیش از کنترل دولتی ناکارآمد اقتصاد و یکسری سیاست‌های بازتوزیع تقریباً به یک اندازه ناکارآمد نیست.» (فرد هالیدی)[۱۷]

در زمینه‌ای سیاسی و منطقه‌ای، که در آن اسلام‌گرایان و علما ادعا می‌کنند در مورد همه چیز نظری دارند، جالب است که در مورد این مرکزی‌ترین فعالیت‌های انسان، فراتر از سخنان پارسامنشانهٔ پی‌درپی دربارهٔ اینکه چطور مدل آن‌ها نه سرمایه‌داری است و نه سوسیالیستی، چقدر حرف برای گفتن کم دارند.
- چیزی چندانی بیش از این نیست: تقلید از اقتصاد سنتی، مزین به آیات قرآن و سنت (محمد احمد خان)
- مدعی تقاضا برای بازگشت به رسوم اسلامی که این رسوم در واقع «سنت ابداع شده»[یادداشت ۳] هستند. (تیمور کوران)[یادداشت ۴][۱۸]
- شکست در رسیدن به این اهداف ادعایی‌اش: براندازی سود روی پول، برقراری برابری اقتصادی و یک وجدان کسب‌وکار برتر؛[۱۹] با این حال «از روی جهالت، از روی تحمّل و بردباری هدایت‌شده در مسیر اشتباه، از نگاه موشکافانهٔ نقادانه فروگذار کرد» و در رسیدن به این اهداف شکست خورد؛ چرا که شیوه‌ها و مقاصدش «بیش از حد، غیرواقع‌بینانه است تا که بخواهد برای ساختارهای غالب اقتصادی شاخ‌وشانه بکشد.» (تیمور خان)[۱۸]

### دانش مالی و بانکداری اسلامی
یک نتیجهٔ قابل‌توجه (و آماج انتقاد) اقتصاد اسلامی، ابداع صنعت دانش مالی و بانکداری اسلامی است.